# (15682) 1981 EB25
A (15682) 1981 EB25 a Naprendszer kisbolygóövében található aszteroida. Schelte J. Bus fedezte fel 1981. március 2-án.